# Wilhelm Italiano
Wilhelm Italiano (auch: Wilhelm Włoch) war ein italienischer Barockmaler, der Anfang des 18. Jahrhunderts in und um Krakau in Polen-Litauen wirkte. Er stammte aus Italien.

## Leben
Wilhelm wurde in Italien geboren und kam Anfang des 18. Jahrhunderts nach Kleinpolen. Er schuf von 1723 bis 1725 Fresken und Altarbilder für das Norbertanerinnenkloster (Prämonstratenserinnenkloster) in Imbramowice. Nach seinem Tod wurden die Fresken von seiner Tochter vollendet. Zudem sind seine Fresken in der Sakristei der Krakauer Marienbasilika erhalten. Wilhelm starb Ende der 1720er Jahre, wahrscheinlich in Krakau.